# Halloween of Horror
Halloween of Horror é o quarto episódio da vigésima sétima temporada da série de animação de comédia Os Simpsons, sendo exibido originalmente na noite de 18 de Outubro de 2015 pela Fox Broadcasting Company (Fox) nos Estados Unidos. No episódio, irritados, os vendedores de Halloween invadem a casa dos Simpsons após Homer danificar suas decorações, para evitar de deixar Lisa assustada.
Os atores convidados para este episódio são Blake Anderson como Dickie e Nick Kroll como Lem. O episódio foi bem recebido pela crítica de televisão especializada e de acordo com o instituto de mediação de audiências Nielsen, foi assistido por 3,69 milhões de espectadores em sua exibição original e recebeu uma quota de 1.7/5 no perfil demográfico de telespectadores entre os 18 aos 49 anos de idade.

## Enredo
Na véspera do Dia das Bruxas, Homer decora completamente sua casa, chamando-a de Everscream Terrors. Porém, ele acaba armazenado esqueletos de plástico bem perto de um forno, e decide levar os restos mortais para o asilo onde está o Vovô e comprar algo novo em uma loja com temática de Halloween. Caminhando para a loja, Lisa e Bart comentam entre si sobre o quanto eles estão animados prestes a chegarem no parque Krustyland Halloween Horror. Na loja, Apu (apelidado de A-Boo, como piada de Dia das Bruxas) fica irritado com três funcionários preguiçosos que estão dormindo. Um deles mostra a Homer um cartão que informa onde se comprar um "Señor Esqueleto" (um esqueleto mexicano que dança), além de dar a Homer três deles de graça. Homer aceita e comenta sobre o negócio com Apu, que prontamente dispensa os funcionários. Eles, então, prometem se vingar de Homer, dizendo que ele vai se sentir muito triste por ter feito eles serem dispensados.
Mais tarde, Homer leva as crianças para o parque e Lisa acaba se assustando por lá e pede para voltarem para casa. Homer tenta convencê-la de que tudo o que está no parque não é real. Porém, ela acaba se perdendo por lá e fica traumatizada. Na escola, o seu trauma faz com que ela sinta medo até mesmo das figuras mais simples do Dia das Bruxas, como zumbis de papel e morcegos. Ela então se esconde dentro de um armário, apenas para ser resgatada mais tarde por Marge. De volta para casa, Marge nota algo estranho em Lisa e diz a Homer que ele deve desligar a Everscream Terrors, fazendo com que ele e Bart fiquem chateados. A fim de se conciliar com Bart, Marge leva-o para a melhor festa do quarteirão em Springfield, deixando Lisa e Homer sozinhos. Em casa, Homer é visitado pelos três ex-funcionários dispensados por sua causa, onde eles começam a fazer jogos mentais com ele. Enquanto isso, Marge descobre que a festa é apenas para residentes do quarteirão. Bart fica ainda mais chateado porque ele "perdeu" o Dia das Bruxas.
De volta a 742 Evergreen Terrace, Homer tenta bloquear a casa, sem perceber que os três funcionários já estão no interior. Ele tenta levar Lisa para a casa de Flanders, mas não consegue. Homer então fica cara a cara com os invasores e, em seguida, corre para se esconder no sótão. Homer acalma Lisa, e eles decidem usar as decorações da Everscream Terrors como um sinal de ajuda. Homer sobe no telhado para iluminar o quarto com o restante fogos de artifício usados em 7 de Julho para atrair a atenção das pessoas, e para pedir ajuda. Os invasores então são presos quase que imediatamente e Homer reativa a Everscream Terrors para que a cidade inteira possa apreciá-lo.

## Produção
Halloween of Horror foi escrito por Carolyn Omine e dirigido por Mike B. Anderson, vencedor de dois Prêmios Emmy. Omine assinou por último Blazed and Confused, episódio da vigésima sexta temporada lançado em Novembro de 2014. Ainda para esta temporada, ela assinou mais um episódio, conhecido como Gal of Constant Sorrow. Anderson dirigiu um episódio da série pela última vez na vigésima primeira temporada. Treehouse of Horror XX, lançado em Outubro de 2009, foi, na ocasião, o primeiro episódio da série "Treehouse" produzido em alta definição, e Anderson contribuiu bastante para o processo de produção.
É o primeiro episódio de The Simpsons com temática de Halloween produzido para ser totalmente canônico e não como uma parte da série Treehouse of Horror.

## Recepção

### Crítica
No geral, o episódio recebeu críticas positivas da crítica de televisão especializada. Dennis Perkins do The A.V. Club o avaliou com um A-, dizendo que é "uma história impecavelmente dirigida sobre os medos das crianças e da responsabilidade adulta. O episódio, creditado a escritora Carolyn Omine, é um dos mais assegurados, humanos, e melhores episódios dos Simpsons em anos."

### Audiência
Halloween of Horror foi exibido originalmente na noite de 18 de Outubro de 2015, um domingo, pela Fox Broadcasting Company nos Estados Unidos. De acordo com o sistema de mediação Nielsen, o episódio foi assistido por 3,69 milhões de telespectadores, e recebeu uma quota de 1.7/5 no perfil demográfico de telespectadores entre os 18 aos 49 anos de idade. Apresentou uma aumento de 320.000 em relação ao episódio anterior, Puffless, assistido por de 3,69 milhões de telespectadores. Foi o programa mais assistido da Fox naquele Domingo, apesar de ser o terceiro em seu horário de exibição, sendo superado por 60 Minutes da CBS (13,79, 2.4/7) e Once Upon a Time da ABC (4,92, 1.6/5).
The Simpsons foi o programa roteirizado que melhor pontuou naquela noite na televisão aberta americana.